# Joe Grim
Joe Grim (né Saverio Giannone ; 16 mars 1881 - 18 août 1939) est un boxeur américain du début du XXe siècle.

## Biographie
Grim nait à Avellino, en Campanie, et il émigre aux États-Unis avec sa famille quand il a dix ans. En tant que boxeur, il participe à plus de 150 combats professionnels; certaines sources avancent même un chiffre entre 300 et 500,,. Bien qu'il ait perdu la majorité de ses combats, Grim devient un combattant populaire ; son titre de gloire est sa capacité à absorber de lourdes frappes sans être assommé. Il est surnommé "The Iron Man" et "The Human Punching Bag",,,,. Souvent, à la fin d'un combat, il se dirige vers les cordes et crie "Je suis Joe Grim. Je ne crains personne sur terre.". En 1930, il est décrit dans le Ring Magazine comme "le plus grand monstre physique que le ring ait jamais connu. Grim a offert son corps comme cible à des combattants qui l'emportaient de plusieurs kilos sur lui. Il a la plus étrange prétention à la gloire qu'un athlète ait jamais eue." . Robert W. Edgren estime que "renverser l'Iron Man avec les poings est une perte de temps et d'efforts, car il se relève toujours. Pour le mettre KO, un boxeur - si on l'autorisait - devrait utiliser un pied de biche ou une batte de baseball." .
En 1903, Grim affronte l'ancien champion poids lourd Bob Fitzsimmons. Grim "a pris des coups ... qui auraient tué un homme ordinaire" et est envoyé au sol à plusieurs reprises, mais il se relève à chaque fois et tient jusqu’à la fin du combat. Fitzsimmons a appelé Grim "l'adversaire le plus difficile à assommer que j'aie jamais rencontré" et il pense qu'il est "insensible à la douleur physique". Deux ans plus tard, Grim affronte le futur champion poids lourd Jack Johnson. Johnson domine le combat de six rounds et, selon une estimation, l'envoie dix-sept fois au sol (knock down), mais Grim, de nouveau, résiste jusqu’à la cloche finale. Entre les rounds, Johnson dit à ses assistants : "il n'est pas humain" . Ensuite, il affirme: "Je ne crois tout simplement pas que cet homme soit fait de chair et de sang.".
Sa réputation d'homme qui ne peut pas être assommé attire de nombreux autres adversaires de haut niveau, parmi lesquels Joe Walcott, Jack Blackburn, Joe Gans, Dixie Kid, Philadelphia Jack O'Brien, Battling Levinsky et Peter Maher ; aucun d'entre eux ne peut l'arrêter, malgré de nombreux passages à tabac. Gans lui donne un "gros passage à tabac" et l'envoie au sol lors de la plupart des rounds. Le montant de coups subis par Grim pendant ses combats conduit à des appels pour qu'il soit interdit de boxe. Bien que Grim n'ait pas remporté de nombreux combats, il est crédité d'une victoire sur l'ancien champion des poids welters Matty Matthews en 1904. Il tente en vain d'obtenir un combat avec le champion en titre des poids lourds James J. Jeffries. Sa carrière prend fin lorsqu'il est battu par KO par Sailor Burke en 1906. Quatre ans plus tard, il est mis KO par Sam McVey à Paris.
Grim commence à souffrir de problèmes de santé mentale et est admis dans un sanatorium en 1913 ; il en sort en 1916. Il organise des combats à Philadelphie et travaille comme contremaître dans un chantier naval à New York. Plus tard, il est interné à l'hôpital pour maladies mentales de Philadelphie, où il meurt en 1939.

## Postérité
La tournée de Grim en Australie en 1908-09 sert de cadre au roman de Michael Winkler, Grimmish (2021),,.